# Fernando Saez
Fernando de Oliveira Saez (Rio de Janeiro, 2 de outubro de 1974) é um nadador brasileiro, que participou de uma edição dos Jogos Olímpicos pelo Brasil.
Atualmente é professor de natação e coordenador da Academia da Praia e da escola de natação que possui com o também atleta olímpico Luiz Lima.

## Trajetória esportiva
Era atleta da natação do Fluminense quando ganhou a medalha de prata nos Jogos Pan-Americanos de 1995 em Mar del Plata, no revezamento 4x200 metros nado livre. Defendeu, ainda, o Vasco da Gama e o Flamengo.
No Campeonato Mundial de Natação em Piscina Curta de 1995, realizado no Rio de Janeiro, ganhou uma medalha de bronze nos 4x200 metros livre. Também nadou os 400 metros livre.
Nas Olimpíadas de 1996 em Atlanta, terminou em décimo lugar nos 4x200 metros livres.
No Campeonato Mundial de Natação em Piscina Curta de 1997, realizado em Gotemburgo, terminou em 11º lugar nos 200 metros livre, e em 15º lugar nos 400 metros livre.
No Campeonato Mundial de Natação em Piscina Curta de 2000, realizado em Atenas, foi à final dos 4x200 metros livre, terminando em oitavo lugar.